# Luciano Vistosi

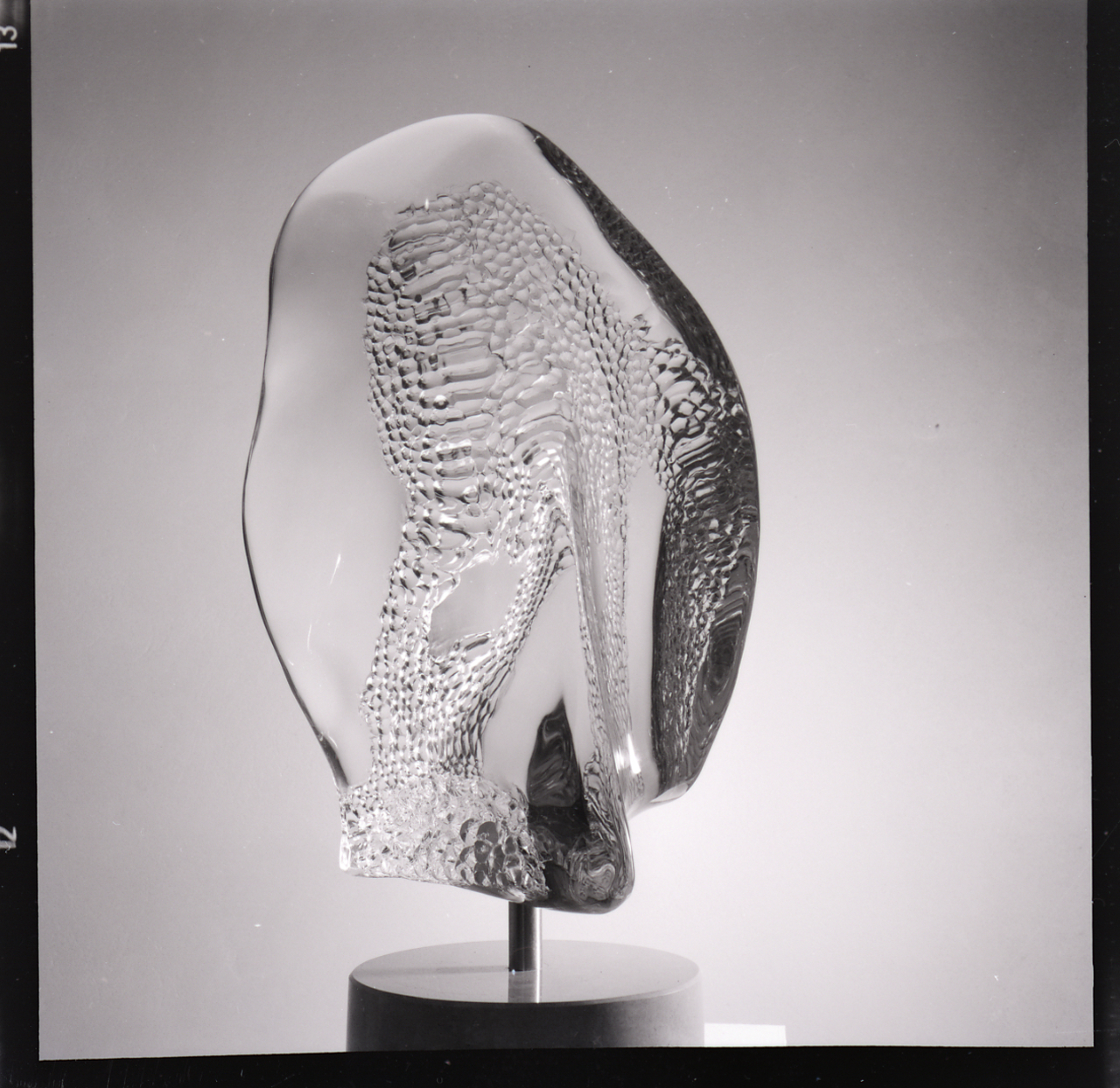
Scultura in vetro per la XI Triennale di Milano. Foto di Paolo Monti, 1967 (Fondo Paolo Monti, BEIC)

Luciano Vistosi (Murano, 24 febbraio 1931 – Venezia, 14 maggio 2010) è stato un designer e scultore italiano.

## Biografia
Vistosi apprese l'arte della lavorazione del vetro frequentando fin da giovanissimo la fornace di famiglia.
Nel 1952 fondò con il fratello e lo zio la Vetreria Vistosi con l'obbiettivo di produrre oggetti in vetro più vicini al design moderno. Collaborò con prestigiosi agenti nel settori come Magistretti, Sottsass, Zanuso che lo porteranno a creare lampade e coppe di moderna raffinatezza e creatività.
Vistosi si dedicò anche alla scultura artistica del vetro debuttando nel 1968 con una mostra presso la Galleria Alfieri di Venezia. Nei decenni a seguire presentò le sue opere in tutto il mondo a partire da San Francisco, Colonia, Madrid, Tsukuba e Osaka.
Nel 1994 realizzò per la Basilica di San Marco una croce in vetro sostenuta da una stele in bronzo che venne collocata nella cripta sotto l'altare maggiore.
Morì a Venezia il 14 maggio 2010.

Foto di Paolo Monti
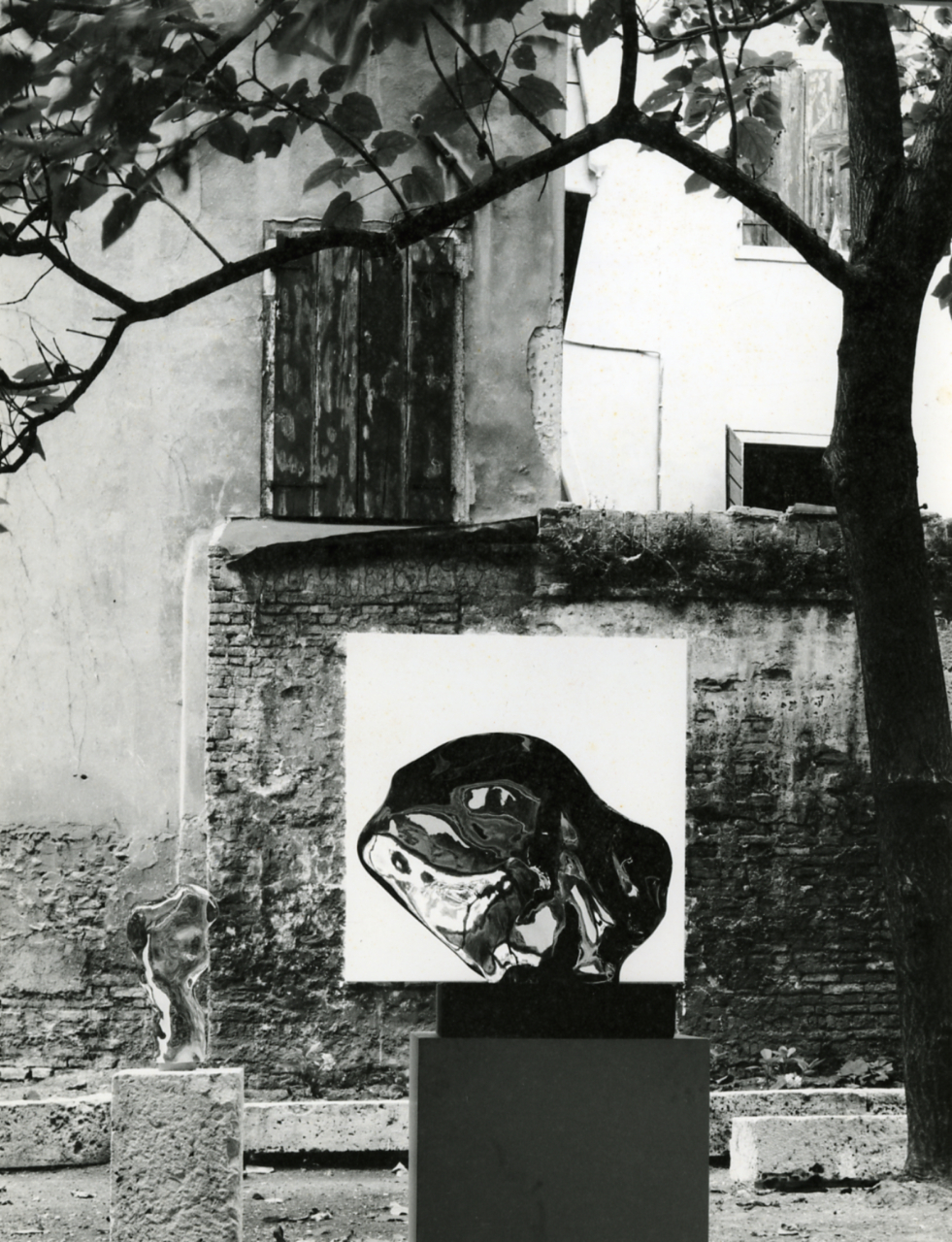
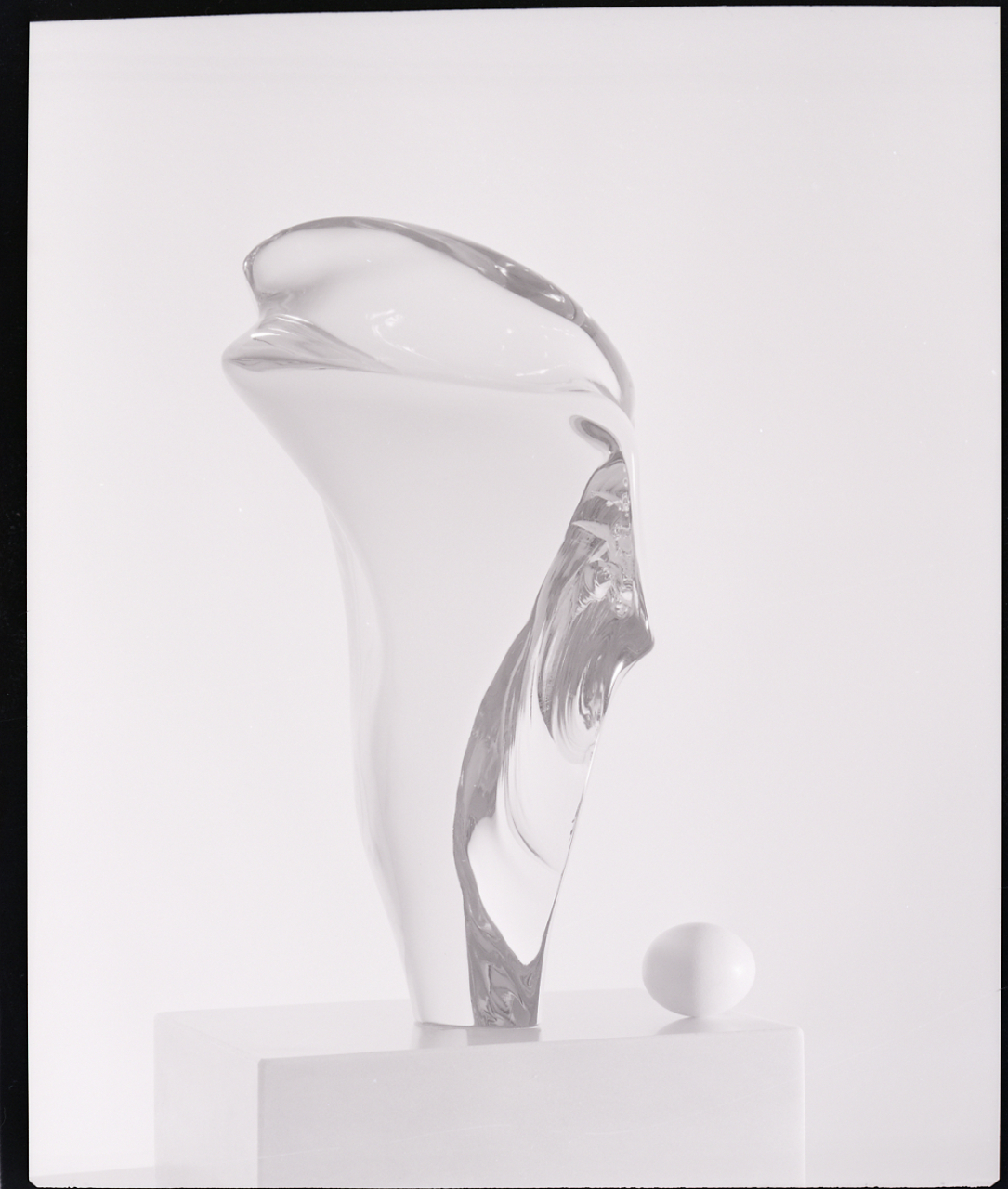
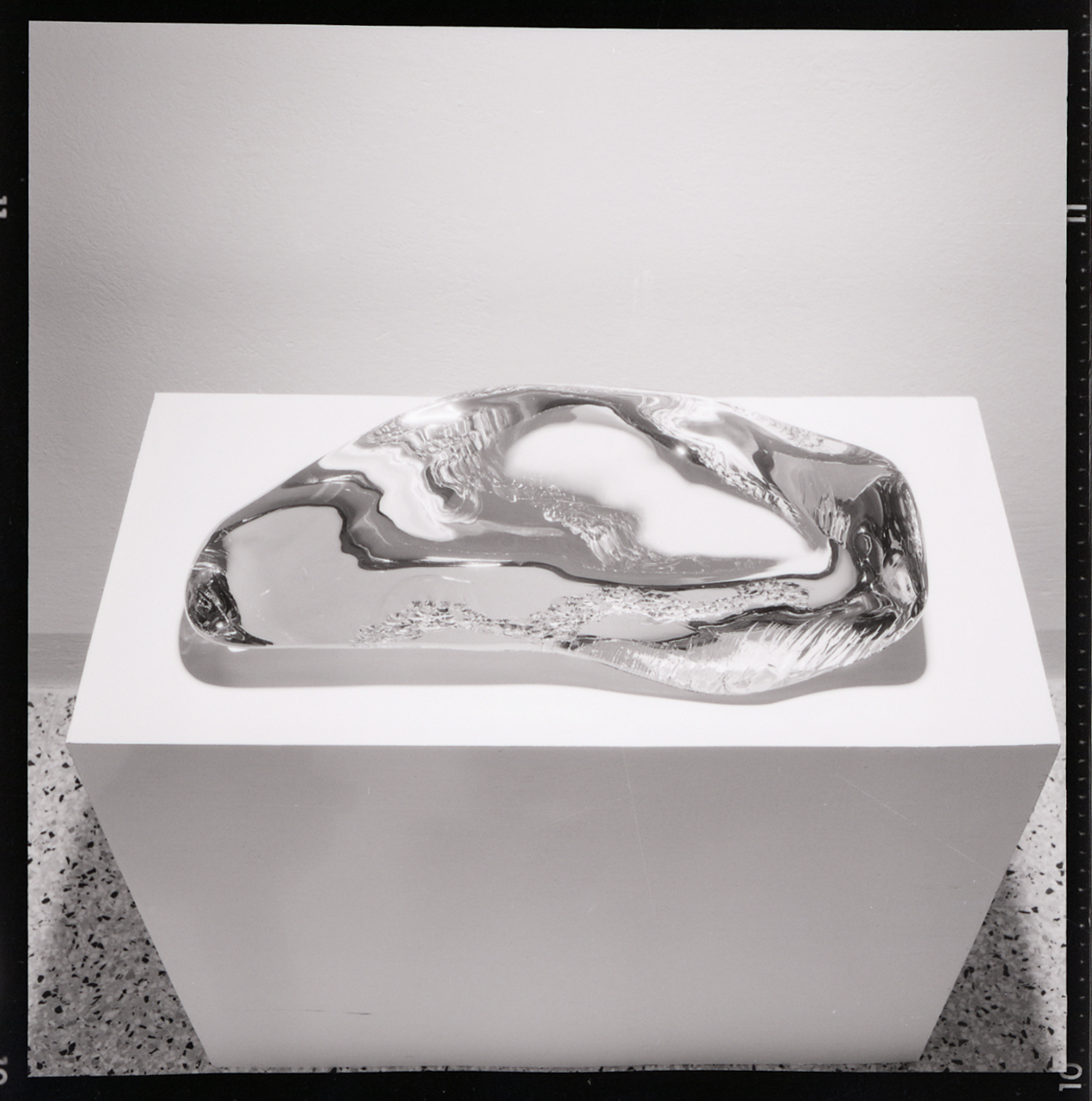
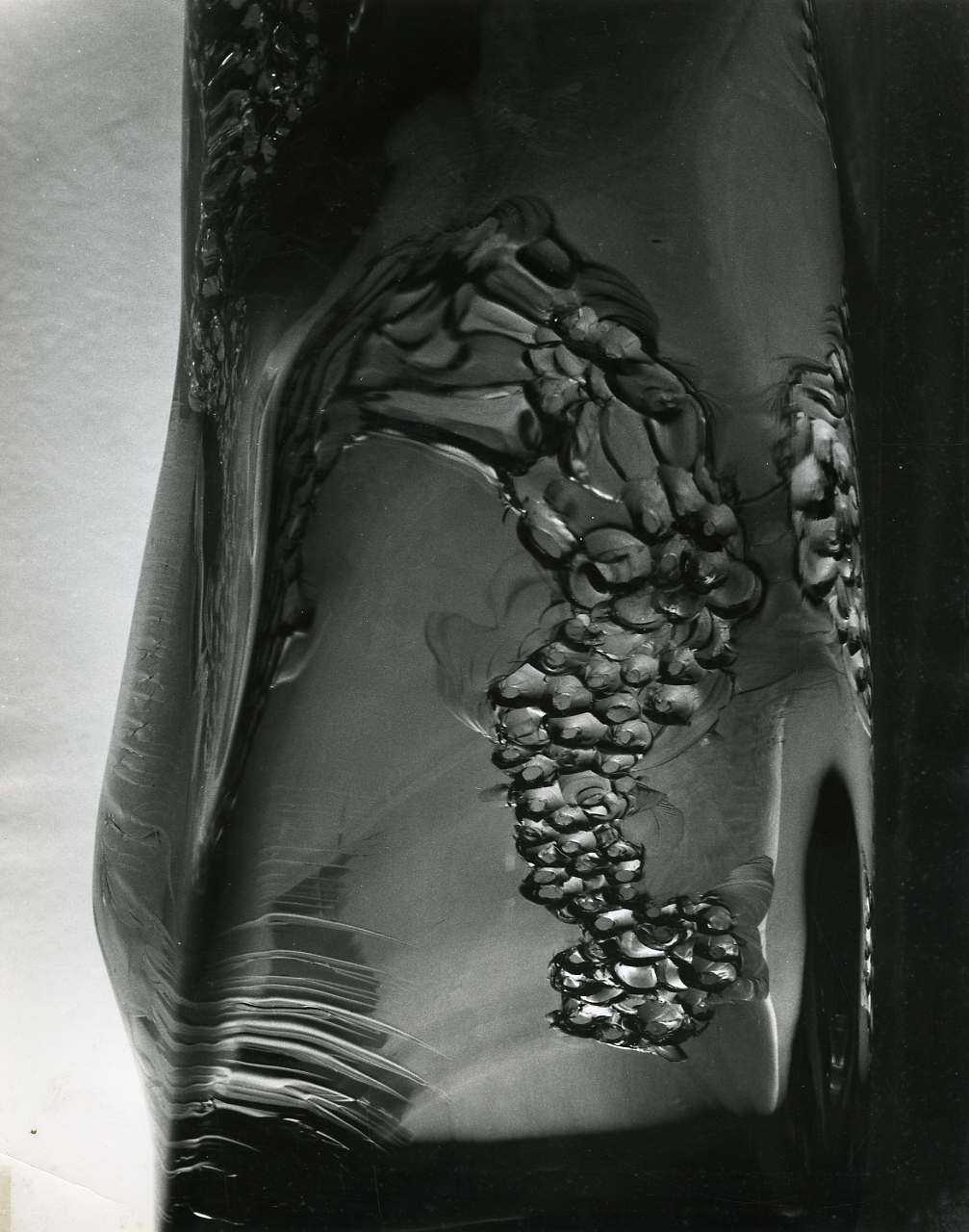